# Antônio da Cunha Vasconcelos
Antônio da Cunha Vasconcelos (, 1793 — Rio de Janeiro, 25 de maio de 1868) foi um sacerdote católico e político brasileiro.
Foi deputado geral e senador do Império do Brasil de 1836 a 1868.